# Maximilian Philipp
Maximilian Philipp (Berlino, 1º marzo 1994) è un calciatore tedesco, attaccante del Friburgo.

## Carriera

### Club
Dopo gli inizi nell'Energie Cottbus, nel 2012 passa al Friburgo, con cui esordisce in Bundesliga nel 2014. In quattro stagioni con questa maglia colleziona 81 presenze e 18 gol totali tra prima e seconda serie tedesca.
Il 7 giugno 2017 passa a titolo definitivo al Borussia Dortmund per 20 milioni di euro più bonus.
Il 9 agosto 2019 viene acquistato per 20 milioni di euro dalla Dinamo Mosca.
Il 1º luglio del 2021, dopo un anno passato in prestito, venne acquistato dal Wolfsburg per 7 milioni di euro.

### Nazionale
Nell'estate 2017 trionfa agli Europei Under-21 con la Nazionale tedesca.

## Statistiche

### Presenze e reti nei club
Statistiche aggiornate al 22 settembre 2023.
| Stagione                 | Squadra                  | Campionato               | Campionato | Campionato | Coppe nazionali | Coppe nazionali | Coppe nazionali | Coppe continentali | Coppe continentali | Coppe continentali | Altre coppe | Altre coppe | Altre coppe | Totale | Totale |
| Stagione                 | Squadra                  | Comp                     | Pres       | Reti       | Comp            | Pres            | Reti            | Comp               | Pres               | Reti               | Comp        | Pres        | Reti        | Pres   | Reti   |
| ------------------------ | ------------------------ | ------------------------ | ---------- | ---------- | --------------- | --------------- | --------------- | ------------------ | ------------------ | ------------------ | ----------- | ----------- | ----------- | ------ | ------ |
| 2013-2014                | Friburgo                 | BL                       | 1          | 0          | CG              | -               | -               | -                  | -                  | -                  | -           | -           | -           | 1      | 0      |
| 2014-2015                | Friburgo                 | BL                       | 24         | 1          | CG              | 3               | 0               | -                  | -                  | -                  | -           | -           | -           | 27     | 1      |
| 2015-2016                | Friburgo                 | ZL                       | 31         | 8          | CG              | 2               | 0               | -                  | -                  | -                  | -           | -           | -           | 33     | 8      |
| 2016-2017                | Friburgo                 | BL                       | 25         | 9          | CG              | 2               | 0               | -                  | -                  | -                  | -           | -           | -           | 27     | 9      |
| 2017-2018                | Borussia Dortmund        | BL                       | 20         | 9          | CG              | 2               | 0               | UCL+UEL            | 3+2                | 0+0                | SG          | 1           | 0           | 28     | 9      |
| 2018-2019                | Borussia Dortmund        | BL                       | 18         | 1          | CG              | 3               | 1               | UCL                | 2                  | 0                  | -           | -           | -           | 23     | 2      |
| Totale Borussia Dortmund | Totale Borussia Dortmund | Totale Borussia Dortmund | 38         | 10         |                 | 5               | 1               |                    | 7                  | 0                  |             | 1           | 0           | 51     | 11     |
| 2019-2020                | Dinamo Mosca             | PL                       | 20         | 8          | KR              | 1               | 0               | -                  | -                  | -                  | -           | -           | -           | 21     | 8      |
| lug.-ott. 2020           | Dinamo Mosca             | PL                       | 7          | 1          | KR              | 1               | 0               | UEL                | 1                  | 0                  | -           | -           | -           | 9      | 1      |
| Totale Dinamo Mosca      | Totale Dinamo Mosca      | Totale Dinamo Mosca      | 27         | 9          |                 | 2               | 0               |                    | 1                  | 0                  | -           | -           | -           | 30     | 9      |
| ott. 2020-giu. 2021      | Wolfsburg                | BL                       | 24         | 6          | CG              | 2               | 0               | -                  | -                  | -                  | -           | -           | -           | 26     | 6      |
| 2021-2022                | Wolfsburg                | BL                       | 22         | 1          | CG              | 1               | 0               | UCL                | 2                  | 0                  | -           | -           | -           | 25     | 1      |
| 2022-gen. 2023           | Wolfsburg                | BL                       | 3          | 0          | CG              | 0               | 0               | -                  | -                  | -                  | -           | -           | -           | 3      | 0      |
| Totale Wolfsburg         | Totale Wolfsburg         | Totale Wolfsburg         | 49         | 7          |                 | 3               | 0               |                    | 2                  | 0                  |             | -           | -           | 54     | 7      |
| gen.-giu. 2023           | Werder Brema             | BL                       | 15         | 1          | CG              | 0               | 0               | -                  | -                  | -                  | -           | -           | -           | 15     | 1      |
| 2023-2024                | Friburgo                 | BL                       | 2          | 1          | CG              | 0               | 0               | UEL                | 1                  | 1                  | -           | -           | -           | 3      | 2      |
| Totale Friburgo          | Totale Friburgo          | Totale Friburgo          | 83         | 19         |                 | 7               | 0               |                    | 1                  | 1                  |             | -           | -           | 91     | 20     |
| Totale carriera          | Totale carriera          | Totale carriera          | 212        | 46         |                 | 17              | 1               |                    | 11                 | 1                  |             | 1           | 0           | 241    | 48     |

## Palmarès

### Club

#### Competizioni nazionali
- 2. Fußball-Bundesliga: 1

Friburgo: 2015-2016
- Supercoppa di Germania: 1

Borussia Dortmund: 2019

### Nazionale
- Campionato d'Europa Under-21: 1

Polonia 2017